# アウト (野球)

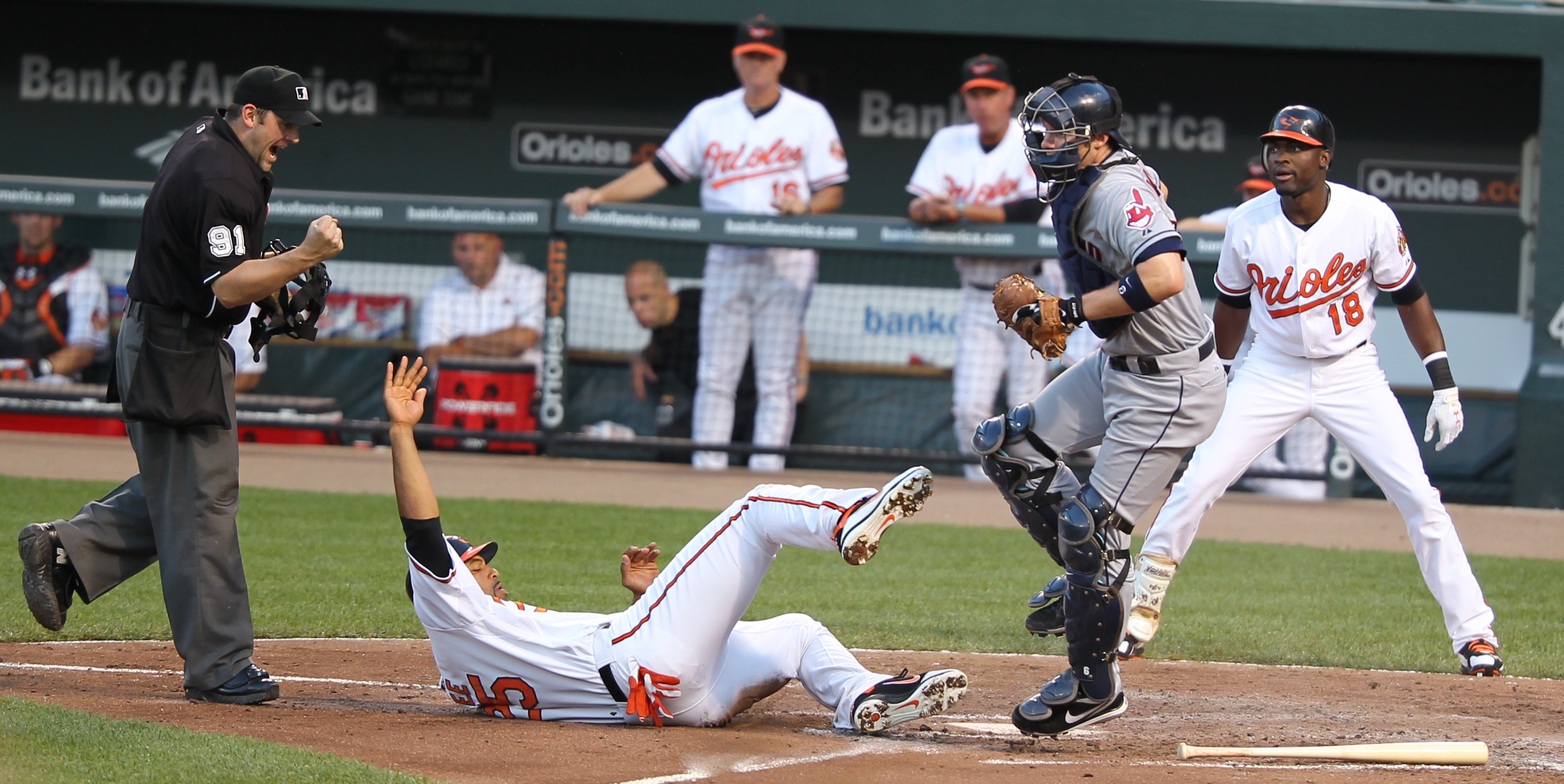
アウトを宣告する審判員

野球でアウト （out）とは、攻撃側プレイヤー（打者や走者）が規則によりプレイから除かれることである。

## 概要
守備側チームが攻守を交代して攻撃側チームとなるためには、攻撃側チームから3個のアウトを取らなければならない（公認野球規則5.09(e)）。アウトを記録することによってイニングを消化していくことになるため、試合進行の上での重要な要素でもある。
アマチュア野球内規には独自のアウトも存在する。
アウトが1つ記録されると、アウトの形態に関わらずその時登板している投手に投球回1/3が記録される。
打者は走者となり一塁へ、走者はなるべく次の塁を狙って走塁するのが一つの目的であるから、アウトとはその攻撃側の打撃や走塁におけるミスや反則行為に対する一種のペナルティーと考えることができる。ただし、アウトが記録されなければいつまでも攻撃が完了せず、イニングも進行しないため、試合を成立させる上ではある程度のアウトを取られなければならない。そのため、雨天などで試合がノーゲームになりそうな場合に、リードしているチームはわざとアウトを取られに行くことがある。
審判員がアウトを宣告する際には、右手の拳をつき上げるジェスチャーとともに、「アウト」あるいは「ヒズアウト（He's out.）」とコールする。
アウトの対義語としては一般に「セーフ」が考えられるが、「セーフ」とは判定に際して「アウトではない」という意味に過ぎない。テレビ中継や野球場内のスコアボードのボールカウントにおいては、outの頭文字より『O』と表示される（他に『B』と『S』が存在するが、それぞれ「ボール」と「ストライク」を略したもの）。スコアボードでは赤色のランプで示されることが多いが、そのように規則で定められているわけではない。

## 打者がアウトになる場合
次の場合、打者はアウトになる（公認野球規則5.09(a)より抜粋）。
1. 飛球（ファウルチップを除く）が、野手に正規に捕らえられた場合（最初期はワンバウンド後に野手に正規に捕らえられた場合も対象だった）。
2. 第三ストライクと宣告された投球を、捕手が正規に捕球した場合（三振参照）。
3. 無死または一死で一塁に走者があるとき、第三ストライクが宣告された場合（三振参照）。
4. 2ストライク後の投球をバントしてファウルボールになった場合（所謂「スリーバント失敗」）。
5. インフィールドフライが宣告された場合（ただし、野手が捕球できず、ファウルボールになった場合はアウトは取り消される）。
6. 2ストライク後、打者がスイングをした、もしくはバントを試みたが、投球がバットに触れないで、打者の身体に触れた場合（死球ではなく空振り三振）。
7. 野手（投手を含む）に触れていないフェアボールが、打者走者に触れた場合。
8. 打者が打つか、バントしたフェアの打球に、フェア地域内でバットが再び当たった場合。
9. 打者が、打つか、バントした後、一塁に走るにあたって、ファウルボールの進路を、どんな方法であろうとも故意に狂わせた場合。
10. 打者が第三ストライクの宣告を受けた後、またはフェアボールを打った後、一塁に触れる前に、その身体または一塁に触球された場合。
11. 一塁に対する守備が行なわれているとき、本塁一塁間の後半を走るに際して、打者がスリーフットラインの外側（向かって右側）またはファウルラインの内側（向かって左側）を走って、一塁への送球を捕らえようとする野手の動作を妨げたと審判員が認めた場合。
12. 無死または一死で、走者一塁、一・二塁、一・三塁または一・二・三塁のとき、内野手がフェアの飛球またはライナーを故意に落とした場合（故意落球参照）。
13. 野手が、あるプレイをなし遂げるために、送球を捕らえようとしているか、または送球しようとしているのを前位の走者が故意に妨害したと審判員が認めた場合。
14. 二死、2ストライク後本盗を企てた三塁走者が、打者への正規の投球にストライクゾーンで触れた場合。

## 走者がアウトになる場合
次の場合、走者はアウトになる（公認野球規則5.09(b)より抜粋）。
1. 走者が、野手の触球を避けて、走路[注 1]から3フィート（91，44センチメートル）以上離れて走った場合。ただ相手の守備を邪魔しないようにするためによけた場合はアウトにはされない。
2. 一塁に触れてすでに走者となったプレーヤーが、ベースラインから離れ、次の塁に進もうとする意思を明らかに放棄した場合（走塁放棄参照）。
3. 走者が、送球を故意に妨げた場合、または打球を処理しようとしている野手の妨げになった場合。
4. ボールインプレイで走者が塁を離れているときに触球された場合。
5. 飛球が正規に捕らえられた後、走者が帰塁するまでに、野手に身体またはその塁に触球された場合（リタッチ参照）。
6. 打者が走者となったために、進塁の義務が生じた走者が次の塁に触れる前に、野手がその走者またはその塁に触球した場合（フォースプレイ参照）。
7. 走者が、フェアボール[注 2]に、フェア地域で触れた場合。
8. 無死または一死で、走者が得点しようとしたとき、打者が本塁における守備側のプレイを妨げた場合[注 3]。
9. 後位の走者がアウトとなっていない前位の走者に先んじた場合（後位の走者がアウトとなる）。
10. 走者が正規に塁を占有した後に塁を逆走したときに、守備を混乱させる意図、あるいは試合を愚弄する意図が明らかであった場合。
11. 走者が一塁をオーバーランまたはオーバースライドした後、ただちに一塁に帰塁しなかった場合。

## 守備側のアピールによって走者がアウトになる場合
次の場合、守備側からのアピールがあれば走者をアウトにできる（公認野球規則5.09(c)より抜粋）（アピールプレイ参照）
1. 走者が本塁に走り込むか、または滑り込んだ際に、本塁に触れないで、しかも本塁に触れ直そうとしないときに、野手がボールを持って本塁に触れて、審判員にアピールした場合。
2. 飛球が捕らえられた際に、走者の離塁が捕球よりも早かった（タッグアップが早かった）とき、あるいは走者がすでに離塁していて帰塁しようとしている（リタッチ義務が残っている）ときに、野手が走者の身体または帰るべき塁に触球した場合。ただし後者のケースでは野手の動作や言葉によるアピールなしでも審判員は直ちにアウトを宣告する。これは、ほかにも走者が残っていて、守備側がこれら走者のアウトを狙って次のプレイを行う必要が認められる場合にはこれが優先されるとの解釈による。さらには、上記解釈によりアウト宣告がなされるのであれば、残り走者がいないケースにおいてもそれをしてはならない理由はないとの発展解釈により、これまたアウト宣告が行われる。
3. 走者が塁を踏み損ねた（空過した）とき、野手が走者の身体または踏み損ねた塁に触球して審判員にアピールした場合。
4. 一塁を駆け抜けた打者走者が、直ちに一塁に帰らないでダッグアウトまたは自己の守備位置に行こうとしたため、野手が打者走者の身体または一塁に触球して審判員にアピールした場合。
5. 打順間違いにより、本来打席に立つべき者以外が打撃を行いその打席を終了した場合、守備側からアピールがあればその打撃結果によらず正式打順であった選手がアウトになる。（打つ前に守備側が指摘した場合はアウトにはならず正式打順の選手と交代させられる）

アピール権は内野手がフェアゾーンから出た瞬間に消滅するため本塁を踏んでいた場合は得点が認められる。だが第3アウトの置き換え（いわゆる第4アウト）をした場合は得点は認められない。

## 日本語におけるアウトの表現
野球用語では、「殺」や「死」といった言葉はアウトを意味し、攻撃側プレイヤーをアウトにすることを「殺す」や「刺す」などと表現することもある。例えば、一度のプレイで2つのアウトをとるダブルプレイ (double play) は併殺、3つのアウトをとるトリプルプレイ (triple play) は三重殺といい、フォースアウトのことは封殺ともいう。捕手が一塁走者の盗塁を阻止するために二塁に送球してアウトにすることは「二塁で（一塁走者を）刺した」と表現することがある。
アウトになった攻撃側プレイヤーの数はアウトカウントといい、日本語では、ノーアウト、ワンナウト、ツーアウト、スリーアウトと数えるのが一般的であるが、文章に書く際にはしばしば、無死、一死、二死、三死と表す。また、野球記録におけるプットアウト (putout) は刺殺、アシスト (assist) は補殺という。
英語が敵性語であるとされた第二次世界大戦中は「それまで」や「ひけ」と表現された。
打者が出塁できず、犠打もできずにアウトになることを凡退（ぼんたい）といい、凡退した打球は凡打（ぼんだ）という。特に、ひとつのイニングで、走者を出すことなく3人の打者で3つのアウトが記録されて攻守が交代することを三者凡退（さんしゃぼんたい）という。
極端に出塁性能の低い打者を「自動アウト」と揶揄する場合もある。